# AG2R La Mondiale/2020
Deze pagina geeft een overzicht van de AG2R La Mondiale UCI World Tour wielerploeg in 2020.

## Algemeen
Algemeen manager: Vincent Lavenu
Teammanager: Laurent Biondi
Ploegleiders: Alexandre Abel, Stephen Barrett, Cyril Dessel, Stéphane Goubert, Nicolas Guille, Didier Jannel, Julien Jurdie, Artūras Kasputis, Gilles Mas, Jean Baptiste Quidet
Fietsmerk: Eddy Merckx

## Renners
| Naam                   | Geboortedatum | Nationaliteit       | Ploeg 2019                  |
| ---------------------- | ------------- | ------------------- | --------------------------- |
| Romain Bardet          | 09-11-1990    | Frankrijk           |                             |
| François Bidard        | 19-03-1992    | Frankrijk           |                             |
| Geoffrey Bouchard      | 01-04-1992    | Frankrijk           |                             |
| Clément Champoussin    | 29-05-1998    | Frankrijk           | -                           |
| Mikaël Cherel          | 17-03-1986    | Frankrijk           |                             |
| Clément Chevrier       | 29-06-1992    | Frankrijk           |                             |
| Benoît Cosnefroy       | 17-10-1995    | Frankrijk           |                             |
| Silvan Dillier         | 03-08-1990    | Zwitserland         |                             |
| Axel Domont            | 07-08-1990    | Frankrijk           |                             |
| Julien Duval           | 27-05-1990    | Frankrijk           |                             |
| Mathias Frank          | 09-12-1986    | Zwitserland         |                             |
| Tony Gallopin          | 24-05-1988    | Frankrijk           |                             |
| Ben Gastauer           | 14-11-1987    | Luxemburg           |                             |
| Alexandre Geniez       | 02-09-1988    | Frankrijk           |                             |
| Dorian Godon           | 25-05-1996    | Frankrijk           |                             |
| Alexis Gougeard        | 05-03-1993    | Frankrijk           |                             |
| Jaakko Hänninen        | 16-04-1997    | Finland             |                             |
| Quentin Jauregui       | 22-04-1994    | Frankrijk           |                             |
| Pierre Latour          | 12-10-1993    | Frankrijk           |                             |
| Oliver Naesen          | 16-09-1990    | België              |                             |
| Lawrence Naesen        | 28-08-1992    | België              | Lotto Soudal                |
| Aurélien Paret-Peintre | 27-02-1996    | Frankrijk           |                             |
| Nans Peters            | 12-03-1994    | Frankrijk           |                             |
| Harry Tanfield         | 17-11-1994    | Verenigd Koninkrijk | Team Katjoesja Alpecin      |
| Stijn Vandenbergh      | 25-04-1984    | België              |                             |
| Andrea Vendrame        | 20-07-1994    | Italië              | Androni Giocattoli-Sidermec |
| Clément Venturini      | 16-10-1993    | Frankrijk           |                             |
| Alexis Vuillermoz      | 01-06-1988    | Frankrijk           |                             |
| Larry Warbasse         | 28-06-1990    | Verenigde Staten    |                             |

### Vertrokken
| Renner             | Geboortedatum | Nationaliteit | Ploeg 2020  |
| ------------------ | ------------- | ------------- | ----------- |
| Gediminas Bagdonas | 26-12-1985    | Litouwen      | gestopt     |
| Nico Denz          | 15-02-1994    | Duitsland     | Team Sunweb |
| Samuel Dumoulin    | 20-08-1980    | Frankrijk     | gestopt     |
| Hubert Dupont      | 13-11-1980    | Frankrijk     | gestopt     |

## Overwinningen
| GP La Marseillaise Benoît Cosnefroy Ster van Bessèges Eindklassement: Benoît Cosnefroy Route d'Occitanie 4e etappe: Benoît Cosnefroy Ronde van Wallonië Ploegenklassement: *1) Ronde van Frankrijk 8e etappe: Nans Peters Parijs-Camembert Dorian Godon |

- 1*) Ploeg Ronde van Wallonië: Dillier, Duval, L. Naesen, O. Naesen, Vandenbergh, Vendrame, Venturini

2000 · 2001 · 2002 · 2003 · 2004 · 2005 · 2006 · 2007 · 2008 · 2009 · 2010 · 2011 · 2012 · 2013 · 2014 · 2015 · 2016 · 2017 · 2018 · 2019 · 2020 · 2021 · 2022 · 2023 · 2024 · 2025
AG2R-La Mondiale · Astana Pro Team · Bahrain McLaren · BORA-hansgrohe · CCC Team ·  Cofidis, Solutions Crédits · Deceuninck–Quick-Step · EF Education First · Groupama-FDJ · Israel Start-Up Nation · Lotto Soudal · Mitchelton-Scott · Movistar Team ·  NTT Pro Cycling · Team INEOS · Team Jumbo-Visma · Team Sunweb · Trek-Segafredo · UAE Team Emirates